# Both (mecklenburgisches Adelsgeschlecht)

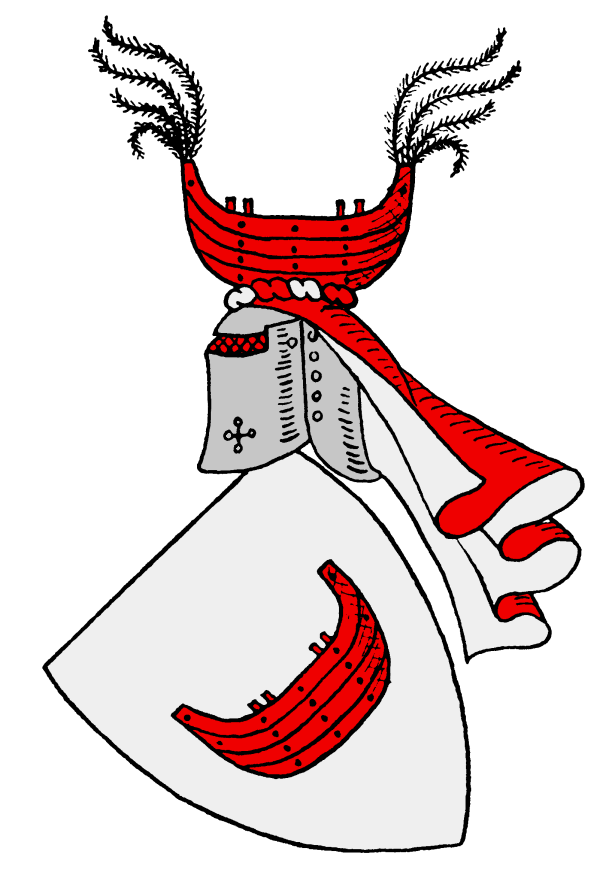
Wappen derer von Both

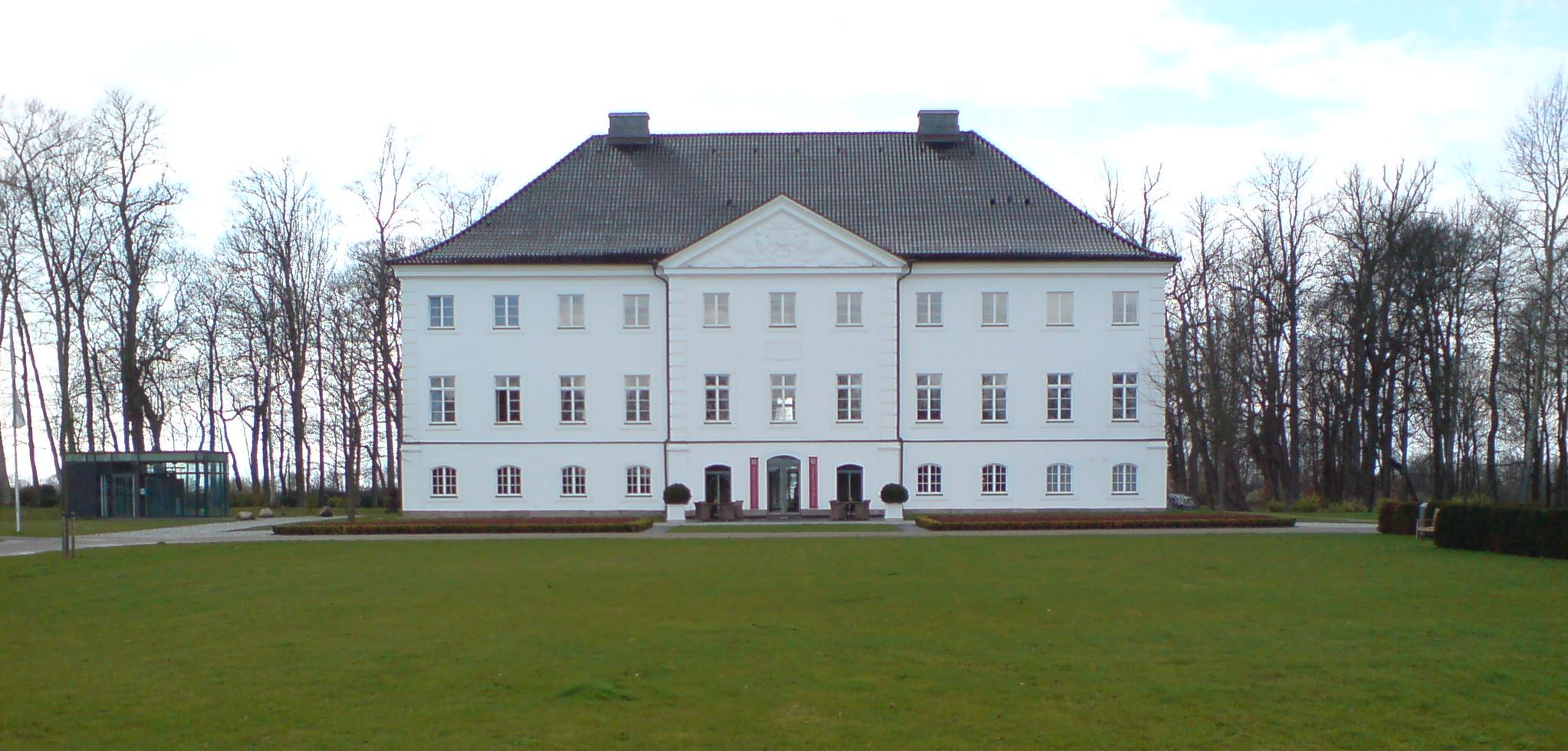
1745 erbaute Schlossgut Groß Schwansee (2008)

Both ist der Name eines mecklenburgischen Uradelsgeschlechts.
Es besteht keine Stamm- wohl aber Namens- und Wappenverwandtschaft mit dem schwedischen Adelsgeschlecht Bååt.

## Geschichte
Das Geschlecht von Both gehört zum mecklenburgischen Uradel evangelischer und katholischer Konfession, welches nach von Pritzbuer westfälischen Ursprungs gewesen sein soll und über Holstein nach Mecklenburg kam. Insbesondere im Klützer Winkel und im Raum um Wismar ließ das Geschlecht sich nieder und brachte im Verlauf der Jahrhunderte erheblichen Besitz und Macht an sich, bevor es dann Ende des 19. Jahrhunderts an Bedeutung verlor.
Bereits 1220 ist von einem Ritter von Both die Rede, der in Rankendorf die Kolonisation leitete und mit deutschen Siedlern die Rodung der Wälder und die Landnahme betrieb. Rankendorf wurde dann auch einer der Stammsitze des Geschlechtes. Ein weiterer Stammsitz war Kalkhorst, das über 500 Jahre lang im Besitz derer von Both war.
Both erscheint erstmals am 21. Mai 1273 mit dem Ritter (miles) Hasse Bot und beginnt 1309 mit Hinricus Bot die ununterbrochene Stammreihe.
Um 1314 waren die Brüder Heinrich und Johann von Both Herren auf Kalkhorst, das mit seinen Nebengütern Rankendorf, Schwansee und Dönkendorf bis ins 18. bzw. 19. Jahrhundert im Besitz der Familie blieb. 1745 erbaute Freiherr Wilhelm Ludwig Hartwig von Both das spätbarocke Schlossgut Groß Schwansee in unmittelbarer Nähe zur Lübecker Bucht.
Im Rechnungsbuch des Klosters Dobbertin von 1481 bis 1872 werden Töchter der Familien von Both genannt. Und im Dobbertiner Einschreibebuch von 1696 bis 1918 befinden sich 29 Eintragungen von Töchtern der Familien von Both von 1715 bis 1904 aus Rankendorf, Kalkhorst, Zierow, Rohlstorf, Dönkendorf und Rambow zur Aufnahme in das adlige Damenstift

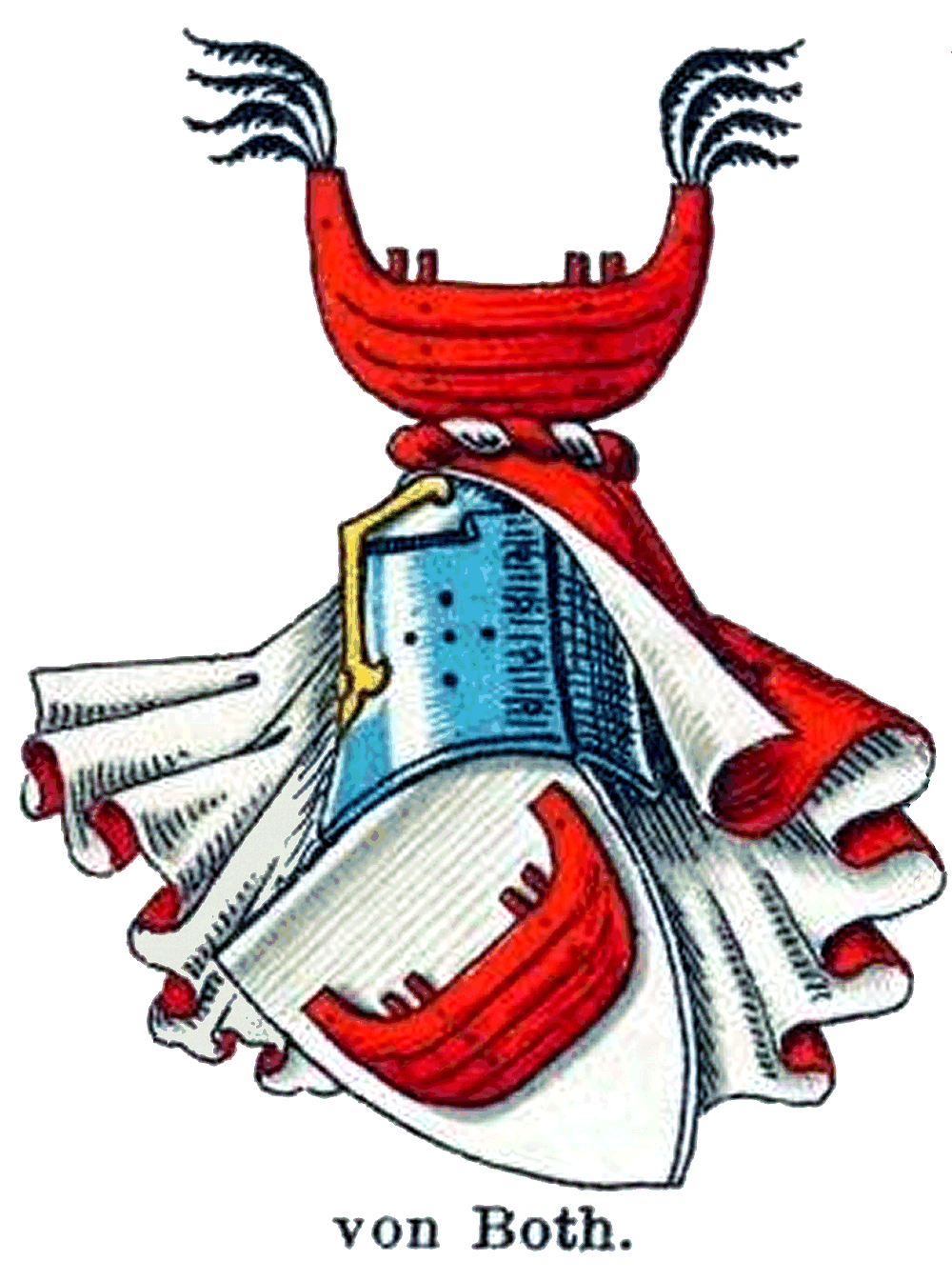

## Wappen
Das Wappen zeigt in Silber ein rotes Boot. Auf dem Helm mit rot-silbernen Decken das Boot, rechts und links mit je vier schwarzen Hahnenfedern besteckt.

## Persönlichkeiten
- Gustav von Both (1772–1835), preußischer Generalleutnant
- Carl Friedrich von Both (1789–1875), deutscher Jurist und Vizekanzler der Universität Rostock
- Friedrich von Both (1871–1945), deutscher Generalmajor z. V.
- Gottlieb von Both (1837–1906), mecklenburgischer Verwaltungs- und Hofbeamter
- Hartwig Julius Ludwig von Both (1789–1857), Stifter der von Both`schen Stiftung,[4] deutscher Bundestagsgesandter
- Kuno-Hans von Both (1884–1955), deutscher General der Infanterie

### Gedruckte Quellen
- Mecklenburgisches Urkundenbuch (MUB)
- Urkundenbuch des Bistums Lübeck
- Meklenburgische Jahrbücher (MJB)